# كيفن إيفانز
كيفن إيفانز (10 سبتمبر 1963 في المملكة المتحدة - ) (بالإنجليزية: Kevin Evans)‏ هو لاعب كريكت بريطاني. لعب مع نادي مقاطعة نوتنغهامشير للكريكت ‏ ونادي مقاطعة شروبشاير للكريكت ‏.

## وصلات خارجية
- كيفن إيفانز على موقع إي آس بي آن كريك إنفو (الإنجليزية)